# مقاطعة دافييس (كنتاكي)
مقاطعة دافييس (بالإنجليزية: Daviess County)‏ هي إحدى المقاطعات في ولاية كنتاكي في الولايات المتحدة الأمريكية.

## أعلام
- ستيف هنري
- ألبرت إس. ماركس
- ويليام توماس إليس